# Lars Eriksen
Lars Eriksen (født 5. september 1826 i Anderup, Lumby Sogn, død 1. december 1898) var en dansk væver og politiker.
Eriksen var søn af husmand Erik Rasmussen og var væver i Anderup på Fyn. Han begyndte læretiden i 1841 og oprettede 1845 sammen med sin bror et damaskvæveri i sin fødeby, som han drev indtil 1880. Han var også landmand og husejer samt sogneforstander 1859-64 og fra 1869 repræsentant for Fyens Stifts Sparekasse.
Han stillede sig første gang til Folketinget den 14. juni 1858 imod gårdfæster H.C. Johansen, men faldt med en meget smuk minoritet. I 1861 forsøgte han sig atter forgæves, men trængte dog denne gang endnu stærkere ind på livet af modstanderen. Så døde Johansen, og den 14. januar 1864 valgtes Eriksen i Odense Amts 6. valgkreds (Otterupkredsen), dog kun med 6 stemmer flere end modkandidaten. Han valgtes derefter tre gange i træk, deraf de to gange til Rigsrådets Folketing; men ved det første valg under forfatningskampen i 1866 slog gårdmand Christen Madsen ham med få stemmers overvægt. Fire måneder efter var der valg på ny, og Eriksen tilbageerobrede da kredsen med 632 stemmer imod 522. Den 22. september 1869 fortrængtes Eriksen på ny, denne gang af sognefoged Lars Andersen, og senere var han ikke fremme som folketingskandidat, idet han allerede året efter valgtes ind i Landstinget for 6. kreds, som han repræsenterede fra 1. oktober 1870 indtil 19. september 1894. Ved sin afgang blev han Ridder af Dannebrog.
Han hørte til Mellempartiet og til de "syv vise Bønder", der stemte for den gennemsete grundlov, af hvilken grund han blev i høj grad hadet af Venstre, medens selvfølgelig hans anseelse i Højre steg i samme grad. Under provisorietidens kampe støttede han Højre i striden med Folketinget. Han var medlem af Forsvarskommissionen af 1866 og var 1871-74 en af Landstingets sekretærer og derpå medlem af Rigsretten 1874-86.